# Книга-игра
Книга-игра (англ. gamebook) — литературное произведение, которое позволяет читателю участвовать в формировании сюжета. Чаще всего читателю предлагается стать главным героем книги, и, в зависимости от принимаемых решений, он перемещается между страницами или главами. Таким образом, книга-игра читается не последовательно, а в той очерёдности, в которой читатель проходит страницы или главы.

## История возникновения книг-игр

### Первые попытки (1940—1970)
Прообраз идеи книги-игры можно встретить у аргентинского писателя Хорхе Луиса Борхеса. В 1941 году он написал рассказы «Анализ творчества Герберта Куэйна» и «Сад расходящихся тропок», которые являются трактовкой мультиверсумной интерпретации (согласно которой существует множество параллельных миров), метафорично переданной через описанный в рассказах многовариативный текст.
Книги-игры начинают появляться в 1950-х годах для целей образования. Психолог Б. Скиннер высказал идею использования интерактивной литературы для обучения студентов без преподавателя.
Интерес к данному жанру в 1960-е был мотивирован литературными экспериментами. Экспериментальная французская литературная группа УЛИПО обсуждала формат книг-игр, который они называли «древовидные повествования». Некоторые идеи были реализованы в литературном и театральном виде. Другой ранний пример литературного эксперимента — работа американского писателя Джона Слэйдека — «программируемое приключение».
Почти в то же самое время появляются книги-игры для массового развлечения. Д. Гуеррир с соавторами написали интерактивный триллер, политический симулятор, а также программные (здесь программа — последовательность действий, а не исполняемый модуль ЭВМ) игры для одного игрока, включая крестики-нолики. Развлекательные книги-игры появляются в Великобритании, Швеции, Италии. Книгу «Сказки, у которых три конца» пишет Джанни Родари.

### Популяризация (1970-е — по настоящее время)

#### Книги-игры с простым выбором вариантов
Однако популяризация художественных книг-игр началась в семидесятых, начавшись с нескольких серий в англоговорящих странах. Первой публикуемой серией интерактивных приключений, скорее всего, является «Шпион», написанный в целом ряде жанров. Двенадцать книг было выпущено в период с 1972 по 1980 год в Великобритании. Нацеленные на детей старшего возраста, их можно считать предшественниками более популярной серии «Выбери себе приключение».
Э. Паккарду и Р. Монтгомери пришла идея многовариантных рассказов. Так в 1979 году появилась серия «Выбери себе приключение», которая стала очень популярна во всём мире, а некоторые книги были переведены более чем на 25 языков. Пик популярности пришёлся на восьмидесятые, и издательский дом Bantam, где работали Паккард и Монтгомери, для извлечения выгоды выпустил ещё несколько серий («Выбери себе приключение для маленьких», «Машина времени», «Быть межпланетным шпионом»). Много других американских издателей выпустили свои собственные серии, чтобы конкурировать с серией «Выбери себе приключение». Самой известной серией был «Бесконечный квест» от TSR, основанный на своих собственных правилах. Другим сильным конкурентом был Ballantine с их серией «Найди свою судьбу», которая основывалась на приключениях Индианы Джонса и Джеймса Бонда.
В течение восьмидесятых книги-игры также начали появляться в других странах: Испании, Франции, Великобритании, Мексике, Чили и Дании. В остальных странах (Бразилии, Италии, странах Восточной Европы) публикации переводов и своих книг-игр появлялись позже, в начале девяностых.
Книги-игры преобладали как детское развлечение. Тем не менее, были и книги с дидактическими целями (начиная историческими сериями («Машина времени») и заканчивая духовными («Сделай выбор»)). Кроме того, несколько книг было нацелено на взрослых: от бизнес-симуляторов до эротики.
В начале девяностых коммерческий бум пошёл на убыль, и количество новых серий уменьшилось. Однако в нескольких странах новые книги-игры продолжают издаваться и по сей день. «Выбери себе приключение» является самой большой серией и насчитывает 185 книг.

#### Ролевые сольные книги-игры
Параллельно развиваются сольные приключения. Этот тип книг-игр позволяет использовать правила ролевых игр без участия мастера игры. Первые ролевые книги-игры основывались на системе правил «Туннели и тролли», первая из которых называлась «Замок Буффало» и вышла в 1976 году. В период с 1976 по 1993 год вышло 24 сольных приключения (не считая книг малого размера). Книги были успешны среди игроков ролевых игр, и нашли немало подражателей.
Ещё одна ролевая игра с сольной системой — «Фэнтези приключение». Всего было выпущено 8 книг. Однако уникальность этих книг-игр состояла в необходимости иметь миниатюры и гексагональное поле для воспроизведения систем движения и боя. Эти приключения были тоже очень популярны.
Сольные ролевые приключения также испытали рост популярности в восьмидесятых. Многие ролевые наборы правил включали сольные приключения, которые были предназначены для обучения игроков ролевым системам. Некоторые компании выпустили серии сольных приключений для своих игр. Примеры игр с развитыми сольными сериями: Dungeons & Dragons, GURPS, Das Schwarze Auge, DC Heroes и Call of Cthulhu.
Сольные приключения также часто публиковались в журналах ролевых игр. Несколько сольных приключений были переведены на другие языки.
Как и другие типы книг-игр, производство сольных приключений резко уменьшилось в течение девяностых. Однако новые сольные ролевые игры продолжают издаваться по сей день. Некоторые компании продолжают создавать сольные приключения для «Туннелей и Троллей». Также есть новые сольные приключения для других систем.

#### Приключенческие книги-игры
«Колдун Огненной горы» — первая книга серии «Боевое фэнтези», одной из первых серий приключенческих книг-игр. Публикации начались в 1982 году и сейчас насчитывают более 60 книг. Серия популяризовала формат книг-игр в Великобритании и других странах, таких как Канада, Австралия, Новая Зеландия, Южная Африка, Сингапур, США, Португалия, Танзания, Бразилия, Испания, Франция, Германия, Италия, Дания, Израиль, Япония и страны Восточной Европы.
Несмотря на доминирование переводов с английского языка в большинстве не англоязычных стран, там также было издано значительное число своих книг-игр, особенно во Франции.
В девяностых жанр стал популярен в Болгарии, в то время как на западе интерес к книгам-играм стал спадать. Период главным образом характеризовался не только переводом всемирно известных серий «Выбери себе приключение» и «Боевое фэнтези», но и работой обширного числа болгарских авторов, некоторые из которых были очень производительны и популярны. В одно время болгарские издатели были уверены в большой популярности западных имён, поэтому болгарские авторы писали под псевдонимами. Эта традиция впоследствии продолжилась, несмотря на то, что авторы стали известны общественности. Подобный феномен, хотя и в меньшем масштабе, произошёл в Венгрии, где большое число своих книг-игр было издано под псевдонимами и даже под «официальными английскими названиями».
Также несколько приключенческих книг-игр было выпущено в Чехии и России. Производство новых книг-игр на западе резко пошло на спад в течение девяностых (но при этом никогда не останавливалось в целом). С развитием интернета, книги-игры стали распространяться в форме электронных документов. Также некоторые компании пытаются возродить книги-игры на различных мобильных платформах.

## Правила игры
В книгах, как, например, в «Стань Стальной крысой» или в серии «Выбери себе приключение», правила отсутствуют как таковые и игроку необходимо лишь делать свой выбор и переходить по параграфам.
Однако, в большинстве произведений помимо простого выбора действия, игроку предлагается взаимодействовать с миром, то есть участвовать в битвах и мини-играх с персонажами, разгадывать головоломки и прочее, что в значительной степени может как помочь, так и усложнить прохождение.
Хотя от книги к книге правила меняются, наиболее устоявшимися являются те, которые были придуманы для серии книг Fighting Fantasy.
Вариативность прохождения часто зависит от простого броска кубика: бывает, что судьба героя книги напрямую зависит от удачного или неудачного броска. Для удобства в некоторых книгах (например, в «Верной шпаге короля») на каждой странице нанесено изображение кубиков, что позволяет отказаться от их реальных прототипов. Для получения результата необходимо открыть любую страницу.

### Переход по параграфам
В конце почти каждого параграфа читателю предлагается сделать свой выбор, от которого зависит дальнейшее прохождение. Последний параграф книги зачастую является финальным, что, впрочем, не мешает некоторым авторам помещать концовку в середину книги для исключения соблазна узнать, чем закончилась история.
84
Коридор сворачивает направо, к северу. Вы идете по узкому проходу. Наконец он плавно поворачивает к западу.
В углу коридора, в северной стене, на уровне вашей головы виднеется маленькое квадратное отверстие.
Если хотите заглянуть в него, то переход на 161.
Если хотите идти дальше на запад, вас ждёт переход на 193.
85
Справа на камне арочного прохода высечены какие-то рисунки. Перед вами комната, полная играющих флейтистов. Перед ними пляшут воины.
Если хотите пройти под аркой, возврат на 75.
Если хотите посмотреть, что находится слева от неё, переход на 197.
86
Вы ныряете в узкую щель между опускающейся каменной притолокой и полом, но притолока опускается слишком быстро, и вам удаётся преодолеть только полпути.
Безжалостная гранитная плита падает.
Здесь и заканчивается ваше приключение.
Для примера взят отрывок из книги Василия Шувалова «Кощеева цепь»

### Характеристики игрока
В ролевых книгах-играх в самом начале читателю предлагается установить характеристики своего игрока. В большинстве книг они представлены тремя значениями: Сила, Ловкость и Удача, которые в процессе игры могут произвольно меняться от броска кубика по сравнению с изначальными. Бывает, что Ловкость заменяется на какие-либо другие параметры, характерные для мира книги, например Магией. Иногда характеристики дополняются другими произвольными значениями, такими как Честь или Сила воли.

#### Удача
Проверка удачи обычно встречается в критических для персонажа моментах, например, при падении с высоты и т. д. Тогда игроку бывает предложено проверить свою удачливость: удачлив — отделался подвёрнутой лодыжкой (понижение какой-либо характеристики), а нет, то просто-напросто свернул себе шею.

### Сражения
По ходу повествования могут встречаться враждебные персонажи, от которых без драки никак не уйти. Всегда, когда игрок вступает в бой, характеристики врага указаны в тексте. Игрок бросает один или два шестигранных кубика и добавляет выпавшее значение к своей Ловкости, то же самое делается и для оппонента. Боец, у которого значение получилось больше, выигрывает, при этом у проигравшего вычитается определённое количество сил. Этот процесс продолжается до тех пор, пока у одного из участников сила не становится равна нулю.

## Книги-игры в России
Впервые в России книги этого жанра стали издаваться товариществом «Калейдоскоп» в рамках серии «Приключенческая книга-игра», основанной в 1991 году.

### Список книг-игр, издававшихся на русском языке
В отличие от западных изданий, где, например, тираж одной только серии Fighting Fantasy превысил 15 млн экземпляров, в России вышло сравнительно немного книг.

#### Приключенческая книга-игра

Подземелья Чёрного замка, первое издание

Серия издавалась с 1991 по 1993 год «Производственно-коммерческим центром „АТ“» и «Товариществом „Калейдоскоп“». Это был первый опыт выпуска книг-игр в России. Серия отличалась огромными по сегодняшним меркам тиражами — до 100 000 экземпляров.
Дмитрий Браславский:
- Подземелья Чёрного замка, 1991 год
- Тайна капитана Шелтона, 1992 год
- Верная шпага короля, 1992 год
- Повелитель безбрежной пустыни, 1993 год

#### Путь героя
Все книги серии вышли в 1995 году в издательстве АСТ. Изначально был запланирован выпуск большой серии, однако, в силу некоторых причин ограничилось семью выпусками.
Во всех книгах использовалась единая система правил. Второе издание книг Браславского было несколько переработано: увеличилось число параграфов, действие игр стало происходить в одной вселенной — Элгариол (кроме «Верной шпаги короля»).
Дмитрий Браславский:
- Подземелья Чёрного замка (2-е издание)
- Тайна капитана Шелтона (2-е издание)
- Верная шпага короля (2-е издание)
- Повелитель безбрежной пустыни (2-е издание)
- Лабиринт затаившейся смерти (анонсировано, но не издано)
- Холодное сердце Далрока (анонсировано, но не издано)
- Мерцание эльфийского портала (анонсировано, но не издано)
- Верховный жрец Айригаля (анонсировано, но не издано)

Ольга Владимировна Голотвина:
- Вереница миров, или Выводы из закона Мэрфи
- Капитан «Морской ведьмы»
- По закону прерии

Значительно позднее часть анонсированных книг стала доступна для покупки через интернет в виде электронных версий, а «Лабиринт затаившейся смерти» был выпущен на CD-ROM как интерактивное приключение.

#### Книга-игра
В 2010 году издательство Сергея Селиванова возобновило выпуск книг-игр. Цель издательства — выпустить в свет все книги-игры Дмитрия Браславского и Ольги Голотвиной. На данный момент цель уже достигнута:
Дмитрий Браславский:
- Подземелья Чёрного замка (3-е издание, 2010 год, ISBN 978-5-905195-01-3)
- Подземелья Чёрного замка (4-е издание, 2014 год, ISBN 978-5-905195-11-2, в четвёртом издании автор значительно переработал текст)
- Тайна капитана Шелтона (3-е издание, 2011 год, ISBN 978-5-905195-02-0)
- Тайна капитана Шелтона (4-е издание, 2015 год, ISBN 978-5-905195-16-7, в четвёртом издании автор значительно переработал текст)
- Верная шпага короля (3-е издание, 2011 год, ISBN 978-5-905195-04-4)
- Повелитель безбрежной пустыни (3-е издание, 2011 год, ISBN 978-5-905195-05-1)
- Лабиринт затаившейся смерти (издано впервые, 2011 год, ISBN 978-5-905195-06-8)
- Холодное сердце Далрока (издано впервые, 2012 год, ISBN 978-5-905195-07-5)
- Мерцание Эльфийского портала (издано впервые, 2013 год, ISBN 978-5-905195-08-2)
- Верховный жрец Айригаля (издано впервые, 2017 год, ISBN 978-5-905195-19-8)

Ольга Владимировна Голотвина:
- По закону прерии (2-е издание, 2011 год, ISBN 978-5-905195-03-7)
- По закону прерии (2-е издание, дополнительный тираж, 2015 год, ISBN 978-5-905195-15-0)
- Капитан «Морской ведьмы» (2-е издание, 2014 год, ISBN 978-5-905195-13-6)
- Вереница миров, или Выводы из закона Мерфи (2-e издание, 2015 год, ISBN 978-5-905195-17-4)
- Заложники пиратского адмирала (2016 год, ISBN 978-5-905195-20-4)
- Проклятие замка Пяти башен (2017 год, ISBN 978-5-905195-25-9)
- Вольный ветер Шервуда (2019 год, ISBN 978-5-905195-27-3)
- Подземный город двойников (2021 год)

#### Бой книга
Для издания переводов книг-игр серии Fighting Fantasy издательством «Эгмонт» был придуман псевдоним Майкл Фрост.
На пороге XXI века нам нужны новые книги и новые имена! Сенсация 2000 года - английский кудесник Майкл Фрост - творец новой литературы нового тысячелетия! Никто не знает, кто он, никто не видел его в лицо, имя его овеяно тайной. Но весь мир читает его книги, которые полностью переворачивают наше представление о том, какой должна быть современная литература...
В реальности же книги принадлежали перу нескольких авторов.
Изначально издательство анонсировало 17 книг, но вышло всего семь.
Майкл Фрост:
- Лабиринт Страха (Deathtrap Dungeon), Ян Ливингстон
- Демоны Бездны (The Demons of the Deep), Стив Джексон, США
- Пиратская одиссея (Seas of Blood), Эндрю Чепмэн
- Адское болото (Scorpion Swamp), Стив Джексон, США
- Звёздный Странник (Starship Traveller), Стив Джексон, Великобритания
- Разрушитель (Creature of Havoc), Стив Джексон, Великобритания
- Чернолесье (The Forest of Dreams), Натан Пейдж

#### Выбери себе приключение
Серия является переводом американского издания Choose Your Own Adventure. Издавалась с 1995 по 1998 годы по лицензии в издательстве «Радуга». Всего вышло 15 книг, рисунки и обложки использовались как из оригинальных изданий (в 1995 году) так и нарисованные отечественными художниками.
- Тайна заброшенного замка (The Mystery of Chimney Rock), Эдвард Паккард
- Путешествие на дно моря (Journey Under the Sea), Р. А. Монтгомери
- За рулем (Behind the Wheel), Р. А. Монтгомери
- Похищены! (Hijacked!), Ричард Брайтфилд
- Пещера времени (The Cave of Time), Эдвард Паккард
- Луна-Парк для смельчаков (Daredevil Park), Сара и Спенсер Комптон
- В поезде с вампирами" (Vampire Express), Тони Кольтц
- Каньон разбойников (Outlaw Gulch), Рэмси Монтгомери
- Ты — миллионер (You Are a Millionaire), Джей Либолд
- Место преступления (Scene of the Crime), Дуг Уилхелм
- Великий волшебник (Magic Master), Эдвард Паккард
- Остров динозавров (Dinosaur Island), Эдвард Паккард
- Секрет ниндзя (Secret of the Ninja), Джей Либолд
- Викинги — завоеватели (Viking Raiders), Эдвард Паккард
- Пришельцы из космоса (Invaders from Within), Эдвард Паккард

#### Суперприключение
Издательством в серию были включены книги Дмитрия Емца, однако, по своей сути книгами-играми не являющимися.
- А. и К. Тенишевы:
  - Квакеры в зоне риска
  - История моего меча
  - Месть Красной Шапочки (анонсировано, но не издано)
- Илья Бабенко: Синеглазка в Зазеркалье
- Анна Кареева: Тайна красных георгинов (анонсировано, но не издано)

#### Ужастики-2
Выпускается издательством «Росмэн». Является переводом книг Р. Л. Стайна серии Give Yourself Goosebumps.
- Человекосжималки (Revenge of the Body Squeezers)
- Цирк-западня (Trapped in the Circus of Fear)
- Ночь в лесу оборотней (Night in Werewolf Woods)
- Каникулы в джунглях (Deep in the Jungle of Doom)
- Заклятие чародея (Under the Magician’s Spell)
- Дневник сумасшедшей мумии (Diary of a Mad Mummy)
- Он явился из Интернета (It Came from the Internet)
- Ужас фокус-покуса (Hocus-Pocus Horror)
- Кошмар на весь день (All-Day Nightmare)
- Лифт в никуда (Elevator to Nowhere)
- Ты — удобрение для растений (You’re Plant Food)
- Оживший манекен (Shop Till You Drop…Dead!)
- Наперегонки с торнадо (Into the Twister of Terror)

#### Приключения Золотого Сокола
Автором серии, как и книг Fighting Fantasy, является Ян Ливингстон.
- Проклятие Дакмуна (Darkmoon’s Curse)
- Паук-демон (The Demon Spider)

Издательство «Флуераш»
- М. В. Адамчик, В. В. Адамчик: Алладин
- М. В. Адамчик: Русалочка

#### Без серии
- Василий Шувалов: Кощеева цепь
- Ферен Цешке: Странник, изгоняющий мрак
- Филипп Эбли: Остров осьминогов (L’Ile aux pieuvres)
- Юрий Пульвер: Лабиринт колдуна
- Александр Куликов: Меч и судьба
- А. Добромиров: Повелитель тьмы (по сюжету Дж. Р. Р. Толкиена)
- Бутягин Александр, Чистов Дмитрий:
  - Три дороги
  - «Танцующий бог» из книги о Конане «Талисман огня»
- Гарри Гаррисон: «Стань Стальной крысой» («Теперь ты — Стальная Крыса» во втором издании)
- Корнелиус Рамстакл: Книга волшебства (The Book of Wizardry)
- Роман Смеклоф: Кто такой Дон Кей? (по мотивам "Жить ярче!")

К книге «Кощеева цепь» прилагался восьмигранный кубик с двумя особенными гранями: пустой и с изображением кольца.
Книга-игра «Стань стальной крысой» впервые была напечатана в журнале «Если».
«Три дороги» разделена на части, описывающие похождения трёх героев: Хагена (из книг Ника Перумова), Фаргала (из книг Александра Мазина) и Конана.

## Программы для создания интерактивных книг
- Twine Архивная копия от 23 июля 2018 на Wayback Machine — это инструмент с открытым исходным кодом, предназначенный для создания и рассказывания интерактивных нелинейных историй.
- AXMA Story Maker — Freeware ПО для создания интерактивных книг